# Derby Museum and Art Gallery
Derby Museum and Art Gallery este muzeul municipal orașului Derby în Anglia, având sediul principal într-o clădire construit de Richard Knill Freeman. A fost inaugurat în 1876. Colecțiile muzeului constau în antichității preistorice regionale, documente istoriei industriale, ceramică și tablouri (bine reprezentat este opera lui Joseph Wright). 